# Tribunal d'honneur de l'armée
Le Tribunal d'honneur de l'armée (Ehrenhof  des Heeres) était un tribunal de maréchaux et de généraux de l'armée de terre de la Wehrmacht, qui avait été créé par un décret du Führer du 2 août 1944. 
Le conseil militaire avait pour objet de dégrader les membres de l'armée, qui, d'après les conclusions de la Gestapo, avaient participé au  complot du 20 Juillet 1944 contre Hitler. Le décret n’avait pas pour but de faire comparaître les chefs de la résistance militaire devant un tribunal militaire mais de les traduire devant la justice politique du tribunal populaire . 

## Composition
Hitler a nommé au comité les personnes suivantes (grade militaire au moment du décret): 
- Le maréchal Gerd von Rundstedt a présidé le tribunal
- Maréchal Wilhelm Keitel
- Colonel Général Heinz Guderian
- Général d'infanterie Walter Schroth
- Lieutenant général Karl Wilhelm Specht

Suppléants : 
- Général d'infanterie Karl Kriebel
- Lieutenant général Heinrich Kirchheim

Hitler s'est réservé le droit de décider personnellement des applications du tribunal d'honneur. Ni l'accusé ni la défense n'ont été entendus. Entre le 4 aot et le 14 septembre 1944, 55 officiers de l'armée ont été exclus de la Wehrmacht et 29 libérés sur proposition du tribunal. 
Leur exclusion  de la Wehrmacht était la condition préalable pour qu'ils puissent être jugés par un tribunal populaire et non par un tribunal militaire normalement compétent. 